# Gaspard Adolphe Chatin
Gaspard Adolphe Chatin (Tullins, 30 de noviembre de 1813 - Les Essarts-le-Roi, 13 de enero de 1901) fue un médico, micólogo, y botánico francés.

## Biografía
Estudió en la Facultad de Medicina de París, obteniendo su título de doctorado en mayo de 1840. En 1841, se convirtió en farmacéutico jefe del "Hospital Beaujon" de París; y en 1859 del Hôtel-Dieu de París. Enseñó botánica en la "Escuela Superior de Farmacia", y que dirigió a partir de 1874. En abril de 1886, disturbios estudiantiles le llevaron a dimitir. Se retiró en agosto de 1886, con el título honorífico de Director Adjunto.
Su hijo fue el botánico y zoólogo Joannès Charles Melchior Chatin.

## Reconocimientos
- Miembro de la "Academia de Medicina" 1853
- Miembro de la Academia de las Ciencias francesa 1874
- Miembro de la Société Botanique de France, que dirige en 1862, 1878, 1886, 1896
- Fue hecho caballero en 1855, y luego oficial de la Légion d'honneur, 1878

## Eponimia
Género
- (Loranthaceae) Chatinia Tiegh.[1]

Especies
- (Euphorbiaceae) Macaranga chatiniana Müll.Arg.[2]
- (Euphorbiaceae) Mappa chatiniana Baill.[3]
- (Orchidaceae) Orchis × chatini E.G.Camus[4]

## Algunas publicaciones
- Anatomie comparée végétale appliquée à la Classification. 35 pp. 1840
- Quelques considérations sur les théories de l'accroissement par couches concentriques des arbres, Dissertation, v + 32 pp. 1840 en línea en Google
- Études sur la physiologie végétale faites au moyen de l'acide arsénieux, 1848
- Symétrie générale des organes des végétaux, 1848
- Présence générale de l'iode dans les trois règnes de la nature. 1850
- Existence de l'iode dans les plantes d'eau douce, dans l'eau, 1850–1854
- Un fait dans la question du goitre et du crétinisme, 1853
- Vallisneria spiralis, 31 pp. 1855
- Anatomie comparée des végétaux, 1856
- De l'Anatomie des Rhinanthacées considérée dans ses rapports avec la classification de ces plantes, 1857
- Sur l'anatomie des Santalacées ou Thésiacées, 1857
- Essai sur la mesure du degré d'élévation ou de perfection organique des espèces végétales, 1861
- Excursion botanique dirigée en Savoie et en Suisse, 1861
- Notice sur les travaux scientifiques de M. Ad. Chatin,.... Ed. impr. de Cerf. 102 pp. 1866
- Le Cresson: (sa culture et ses applications médicales et alimentaires). Ed. Baillière. 18 pp. 1866
- Sur la vrille des cucurbitacées, 1867
- La truffe. Étude des conditions générales de la production truffière, París 1869 (en línea en Gallica (enlace roto disponible en Internet Archive; véase el historial, la primera versión y la última).) reimpreso por Aurore Libri, 2007 en línea en Google 160 pp. ISBN 2-917221-03-8
- De l'Anthère. Recherches sur le développement, la structure et les fonctions de ses tissus, 1870
- Le Rôle de la sériciculture. Ed. Bouchard-Huzard. 16 pp. 1870
- Du sucre dans les fruits, 1872
- Maladie des Châtaigniers, 1872
- Histoire naturelle des champignons comestibles et vénéneux, 1883
- Plantes parasites. Volumen 1 de Anatomie comparée des végétaux. Ed. Ballière. 560 pp. 1892
- La Truffe: botanique de la Truffe et des Plantes truffières,... 370 pp. 1892